# Ácido 4-bromobenzoico
Ácido 4-bromobenzoico é o composto orgânico de fórmula C7H5BrO2 e massa molecular 201,03, um dos três isômeros ácido bromobenzoico.
É solúvel em etanol a 5%, levemente solúvel em água quente, levemente solúvel em álcool hidratado e éter dietílico. Sua solubilidade em 1-octanol a 25°C produz uma solução 0,078 M.
É um composto irritante dos pulmões, olhos e pele. Nocivo por ingestão.
É incompatível com agentes oxidantes fortes.
Pode ser usado como um reagente na reação de Suzuki.